# 劉國輝
劉國輝（1975年10月8日—），內蒙古通辽人，中國男子射擊運動員。

## 生平
劉國輝出生在內蒙古，是手槍和中心發火槍運動員。他在1995年至2001年期間於盛浩明教練的帶領下在內蒙古射擊隊進行訓練。2002年，他入選國家隊。
劉國輝在入選國家隊的第一年就參與了釜山亞運，在該屆亞運中，他先後以686.8環贏得男子個人25米手槍速射小項的金牌、取得男子個人25米手槍小項銀牌，更在男子團體25米手槍小項以1724環打破亞洲紀錄的成績再奪金牌。同年6月，他在意大利米蘭站世界杯的男子個人25米手槍小項取得冠軍，是中國射擊隊歷史以來第一面手槍的錦標。兩個月後的德國世界盃總決賽，他得到男子個人手槍小項的亞軍。
2004年的亞洲錦標賽，劉國輝連續奪得三個冠軍。翌年的世界杯，他與張鵬輝瓜分男子個人25米步槍小項的冠軍與亞軍。2006年7月，他在克羅地亞的世界錦標賽中，他以575環贏得男子個人25米手槍小項的金牌。12月，他參與多哈亞運，在多哈中，他分別在男子團體25米手槍小項與劉忠生和張鵬輝以1738環摘下金牌和男子個人25米手槍小項的第三位，但由於亞運中規定同一國家不可在相同小項中包辦所有獎牌，因此劉並得不到獎牌。另外，他在男子個人25米中心發火槍小項取得銀牌，後來的男子團體25米中心發火槍小項，他再與劉忠生和張鵬輝取得銅牌。

## 資料來源
1. ↑  .   [2007-04-11]. （原始内容存档于2007-09-27）.